# Isosaari (ö i Finland, Lappland, Norra Lappland, lat 69,57, long 28,57)
Isosaari är en ö i Finland. Den ligger i sjön Rautujärvi och i kommunen Enare i den ekonomiska regionen Norra Lappland och landskapet Lappland, i den norra delen av landet, 1 100 km norr om huvudstaden Helsingfors. Öns area är 2,1 hektar och dess största längd är 220 meter i sydväst-nordöstlig riktning.